# タジク自治ソビエト社会主義共和国

タジク自治ソビエト社会主義共和国
Çumhūrijati Sūsiolistiji Şūraviji Muxtori Toçikston (タジク語)
Таджикская Автономная Социалистическая Советская Республика (ロシア語)

国歌: インターナショナル
タジク自治ソビエト社会主義共和国の位置（濃い赤色）

タジク自治ソビエト社会主義共和国（タジクじちソビエトしゃかいしゅぎきょうわこく、タジク語: Çumhūrijati Sūsiolistiji Şūraviji Muxtori Toçikston、ロシア語: Таджикская Автономная Социалистическая Советская Республика）またはタジクASSRは、ウズベク・ソビエト社会主義共和国（ウズベクSSR）内の自治共和国として、かつて存在した国である。首都はドゥシャンベに置かれた。

タジクASSR成立以前の中央アジア

1924年10月14日、中央アジアの3つの国（トルキスタンASSR、ブハラ社会主義ソビエト共和国、ホラズム社会主義ソビエト共和国）を分割し、5つの民族により区分けされた地域（ウズベクSSR、トルクメンSSR、タジクASSR（ウズベクSSR内）、カラ・キルギス自治州（ロシアSFSR内）、カラカルパク自治州（カザフASSR内））を設置した。このうちタジクASSRはブハラ東部と、トルキスタン南部を領域として成立した。
1929年10月、タジクASSRは北部タジキスタンのホジェンド地方（現在のソグド州）をウズベクSSRより吸収し、タジク・ソビエト社会主義共和国へと昇格した。
1991年9月、タジクSSRはタジキスタンとして独立した。

## 民族構成
1926年の国勢調査によると人口は827,100人であり、民族構成は以下のようであった。
- タジク人 - 74.6%
- ウズベク人 - 21.2%
- キルギス人 - 1.4%
- その他

### 註釈
1. ↑  Всесоюзная перепись населения 1926 года